# متروبوليس (فلم 1927)
متروبوليس (بالألمانية: Metropolis)، هي فيلم سينمائي ألماني صامت أنتجت سنة 1927م، من بطولة ألفريد أبيل وغوستاف فروليتش ورودولف كلاين روج وبريجيت هيلم، والتي نشرها شركة يو إف أي للأفلام الألمانية، تتحدث القصة عن المستقبل الغامض سنة 2026م عن تجارب البشر واختراع امرأة آلية من قبل الطبيب المجنون وذلك عن طريق الصعق بالكهرباء، وصلت ميزانية الفيلم إلى 5,100,000 مليون رايخ مارك الألماني، ووصلت الإيرادات نحو 75,000 ألف رايخ مارك.